# Вахерна, Маркус
Маркус Вахерна (эст. Markus Vaherna; 27 января 1999, Таллин) — эстонский футболист, полузащитник.

## Биография
Воспитанник таллинских футбольных школ «Коткас-Юниор» и «Левадия», первый тренер — Айвар Прийдель. С 2016 года начал играть на взрослом уровне в системе «Левадии». За основную команду клуба провёл первый матч в высшей лиге Эстонии 22 октября 2016 года против «Пярну ЛМ», заменив на 86-й минуте Никиту Когера. Всего в 2016—2018 годах сыграл 2 матча за «Левадию» в чемпионате и одну игру в Кубке Эстонии. Серебряный призёр чемпионата Эстонии 2016 и 2018 годов. За второй состав «Левадии» провёл более 80 матчей в первой лиге.
В 2019 году перешёл в «Калев» (Таллин), где провёл три сезона, в первых двух играл в высшем дивизионе, а в 2021 году — в первой лиге. В 2022 году перешёл в столичный «Легион», играющий в высшей лиге.
Выступал за сборные Эстонии младших возрастов, сыграл более 20 матчей.

## Достижения
- Серебряный призёр чемпионата Эстонии: 2016, 2018